# Sony Pictures Television
Sony Pictures Television, Inc. (krócej SPT) – jedna z ważniejszych wytwórni telewizyjnych należąca do Sony Pictures Television Group, jednego z holdingu Sony Pictures Entertainment medialnej filii firmy Sony Corporation. Wytwórnia ta powstała w 2002 roku w miejsce usuniętej Columbia TriStar Television. Siedziba firmy znajduje się w Culver City w amerykańskim stanie Kalifornia.